# Rebecka Pershagen
Rebecka Pershagen, född 16 december 1985 i Stockholm, är en svensk skådespelare, musikalartist (alt), performanceartist, modevetare och pjäsförfattare/författare samt psykologstudent.
Pershagen är utbildad vid Musikalutbildningen på Teaterhögskolan i Göteborg 2007–2010. Hon har varit engagerad vid bl.a. Östgötateatern och Norrlandsoperan i Sverige, och 2Entertain i Norge. I Pershagens avgångsklass slutproduktion Geppetto In Spring på Teaterhögskolan skrevs huvudrollen "The Daughter" till henne av den irländske kompositören Conor Mitchell.
Utöver sina anställningar som musikalartist har Pershagen sedan 2013 arbetat med egna konstnärliga projekt. Hon har skrivit, spelat och blivit prisbelönad för flera av sina föreställningar vid Fringe-festivaler runtom i Europa, såsom Stockholm Fringe festival, Reykjavik Fringe festival, FinFringe i Åbo, Prague Fringe festival, Brighton Fringe och Gothenburg Fringe.
I december 2013 gav hon ut sin debutbok Vesper, som bestod av självbiografisk prosa och dikt från 2006–2013, och i maj 2014 lanserades hennes mobilapp Tempus Fugit. Appen innehåller platsspecifika audiowalks, skapade av olika typer av konstnärer. Tempus Fugit tilldelades Stockholms stads innovationsstipendium 2014, och Pershagen har i appen skapat beställningsverk för bland andra GöteborgsOperan, Stockholms Stadsmuseum, ArtPlatform och Dalhalla Opera. Hösten 2018 - hösten 2024 drev hon även Pershagen Gallery på Kungsholmen i Stockholm.
Pershagen har även läst Modevetenskap upp till kandidatnivå vid Centre for Fashion Studies vid Stockholms universitet 2011–2013, och lade i januari 2013 fram sin kandidatuppsats Klädskapare och Modevetare - En studie i Scenkostymtecknarens Yrkesroll. Det var den första akademiska uppsatsen som skrivits om ämnet, och fick stor uppmärksamhet.
Pershagen har sedan 2018 även flera deltidsuppdrag som förtroendevald fritidspolitiker för Centerpartiet i Stockholm, inom både kommunen och regionen. I egenskap av förtroendevald är hon även vigselförrättare, knuten till Stockholms stadshus. 
Sedan januari 2021 studerar Pershagen vid Psykologprogrammet vid Stockholms universitet. Hon genomförde sin praktik som psykologkandidat under hösten 2023 på HBTQ-hälsan vid Södersjukhuset, och tar sedan våren 2024 emot egna klienter (inom ramen för Psykologprogrammet, under handledning av leg. psykoterapeut) inom psykodynamisk lång- och korttidsterapi vid Psykologiska Kliniken på Stockholms universitet.